# Список политических партий Мьянмы
В этой статье представлены существующие политические партии Мьянмы.

## Парламентские партии
| Партия                                      | Сокращённое наименование | Количество депутатов в палате национальностей | Количество депутатов в палате представителей | Региональные ассамблеи и ассамблеи штатов |
| ------------------------------------------- | ------------------------ | --------------------------------------------- | -------------------------------------------- | ----------------------------------------- |
| Партия солидарности и развития Союза        | ПССР                     | 124                                           | 212                                          | -                                         |
| Национальная лига за демократию             | НЛД                      | 5                                             | 39                                           | -                                         |
| Партия «Национальное единство»              | ПНЕ                      | 5                                             | 12                                           | -                                         |
| Национальная организация народов па-о       | ПНО                      | 3                                             | -                                            | -                                         |
| Национальная объединённая партия ва         | НОПВ                     | 2                                             | -                                            | -                                         |
| Монская региональная демократическая партия | ВМРДП                    | 4                                             | 3                                            | 9                                         |
| Демократическая партия шанов                | ДПНШ                     | 4                                             | 18                                           | 31                                        |
| Национальная партия чинов                   | НПЧ                      | 2                                             | 2                                            | -                                         |
| Национальная партия араканцев               | НПР                      | 7                                             | 9                                            | 18                                        |
| Демократическая партия Фалон-Соо            | ДПФС                     | 3                                             | 2                                            | -                                         |
| Национальная демократическая сила           | НДС                      | 4                                             | 8                                            | -                                         |
| Военные представители                       | -                        | 56                                            | 110                                          | -                                         |
| Другие партии                               | -                        | 7                                             | 10                                           | -                                         |
| Вакантные места                             | -                        | -                                             | 5                                            | -                                         |

## Зарегистрированные политические партии для участия в Парламентских выборах в 2010 году, но не прошедшие в парламент
- Национальная организация солидарности мро
- Партия национального развития лаху
- Партия единства и демократии кокана
- Демократическая партия (Бирма)
- Кайянская национальная партия
- Кайянская народная партия
- Объединенная кайянская лига
- Национальная партия палаунг
- Партия мира и демократии
- Объединённая демократическая партия
- Поколение студентов 88
- Союз Мьянманской федерации национальной политики
- Лига Национальный политический альянс
- Демократическая партия для нового мьянманского общества
- Вунтану Национальная Лига за демократию
- Партия современных людей
- Партия «Демократический союз»
- Партия мира и разнообразия
- Прогрессивная партия народа чин
- Партия национального развития народов интха
- Демократическая партия ва
- Национальная демократическая партия за развитие
- Этническая национальная партия развития
- Мьянманский демократический конгресс
- Национальная партия мро
- Национальная прогрессивная партия народа камэйн
- Национальная партия развития народа кхими
- Региональная партия развития народов пьи
- Партия единства и демократии штата Качин
- Партия демократии и развития штата Качин
- Партия национального развития и мира

## Общественные организации
- Ассоциация союза солидарности и развития
- Национальная лига за демократию народов чин

## Оппозиционные организации в изгнании
- Национальная коалиция правительства союза Бирмы
- Национальный совет Бирманского Союза

## Недействующие исторические партии Бирмы
- Коммунистическая партия Бирмы
- Демократическая партия нового общества
- Араканская лига за демократию
- Партия национального единства
- Демократическая партия шанов
- Национальный конгресс народов мизо
- Парламентская демократическая партия
- Партия народа мара
- Свободная лига антифашистских народов
- Партия бирманской социалистической программы
- Бирманская рабочая партия
- Национальный объединённый фронт